# Colymbetes mesepotamicus
Colymbetes mesepotamicus är en skalbaggsart som beskrevs av Abdul-karim och Syed Irtifaq Ali 1986. Colymbetes mesepotamicus ingår i släktet Colymbetes och familjen dykare. Inga underarter finns listade i Catalogue of Life.